# Divorce à l'italienne
Pour les articles homonymes, voir Divorce (homonymie).
Pour plus de détails, voir Fiche technique et Distribution.
Divorce à l'italienne (Divorzio all'italiana) est un film italien de Pietro Germi sorti en 1961. Ce film est une comédie à l'italienne, terme caractérisant une grande partie de la production cinématographique italienne des années 1950 et 1960.

## Synopsis
Le baron Ferdinando Cefalù, noble sicilien, veut se remarier avec la jeune Angela. Mais comme le divorce est illégal en Italie, il fait tout pour que son épouse ait une aventure avec un autre homme, pour pouvoir les surprendre ensemble, la tuer et n’avoir qu’une peine légère pour crime d'honneur. Mais son plan ne se déroule pas comme prévu. Le film qui bascule dans l'ironie et la satire sociale est considéré comme l'une des meilleures comédies de mœurs de l'après-guerre.

## Fiche technique
- Titre : Divorce à l’italienne
- Titre original : Divorzio all'italiana
- Réalisation : Pietro Germi
- Scénario : Ennio De Concini, Pietro Germi, Alfredo Giannetti et Agenore Incrocci (non crédité)
- Musique : Carlo Rustichelli
- Photographie : Leonida Barboni, Carlo Di Palma
- Décor : Carlo Egidi
- Costumes : Dina Di Bari
- Montage : Roberto Cinquini (it)
- Maquillage : Francesco Freda
- Production : Franco Cristaldi
- Société de distribution : Embassy Pictures
- Pays de production :  Italie
- Langue originale : italien
- Format : noir et blanc
- Genre : comédie
- Durée : 105 minutes
- Dates de sortie :
  - Italie : 20 décembre 1961
  - France : 22 mai 1962
- Affiche : René Ferracci (France)

## Distribution
- Marcello Mastroianni (VF : Roland Ménard) : Ferdinando Cefalù
- Daniela Rocca  (VF : Paule Emanuele) : Rosalia Cefalù
- Stefania Sandrelli : Angela
- Leopoldo Trieste  (VF : Michel Roux) : Carmelo Patanè
- Odoardo Spadaro : Don Gaetano Cefalù
- Lando Buzzanca : Rosario Mulè
- Saro Arcidiacono (it) : Dr Talamone
- Margherita Girelli (VF : Michèle Bardollet) : Sisina
- Angela Cardile : Agnese
- Pietro Tordi  (VF : Louis Arbessier) : Maître De Marzi
- Ugo Torrente  (VF : Pierre Collet) : Don Calogero
- Antonio Acqua (it) (VF : Jean-Henri Chambois) : le prêtre
- Bianca Castagnetta  (VF : Hélène Tossy) : Donna Matilde Cefalù
- Renzo Marignano (it)
- Renato Pinciroli (it)
- Giovanni Fassiolo (VF : Richard Francœur) : Don Ciccio Matara
- Abel Jacquin :  le président (voix)

## Production et références culturelles
Certaines scènes d’extérieurs sont tournées dans la ville sicilienne d'Ispica (dans le film, la ville fictive d’Agramonte). Les scènes d’intérieurs sont tournées au Teatro Bellini d’Adrano.
Dans le film, Féfé (Marcello Mastroianni) se rend au cinéma pour voir La dolce vita, film de Federico Fellini dans lequel Mastroianni interprète le rôle principal. Des affiches et un extrait sont visibles mais les images ne montrent qu'Anita Ekberg.

## Adaptation
En 2008, Giorgio Battistelli adapte le film de Germi pour son opéra Divorzio all'italiana qui a eu sa première mondiale à l'Opéra national de Lorraine le 30 septembre de cette année. Le ténor autrichien Wolfgang Ablinger-Sperrhacke interprète le rôle de Mastroianni. Battistelli a choisi de distribuer tous les rôles feminins, sauf celui d'Angela, à des voix basses. Bruno Praticò a ainsi chanté le rôle de l'épouse Rosalia,.

## Distinctions

### Récompenses
- Festival de Cannes 1962 : prix de la meilleure comédie
- Oscars 1963 : meilleur scénario original pour Ennio De Concini, Pietro Germi et Alfredo Giannetti
- Golden Globes 1963 :
  - Meilleur acteur dans un film musical ou une comédie pour Marcello Mastroianni
  - Prix Samuel Goldwyn du meilleur film étranger
- BATA Awards 1964 : meilleur acteur étranger pour Marcello Mastroianni

### Nominations
- Oscars 1963 :
  - Meilleur réalisateur pour Pietro Germi
  - Meilleur acteur pour Marcello Mastroianni
- BATA Awards 1964 :
  - Meilleur film
  - Meilleure actrice étrangère pour Daniela Rocca

### Sélections en compétition
- Festival de Cannes 1962 : en compétition pour la Palme d'or